# Штифтовая форсунка

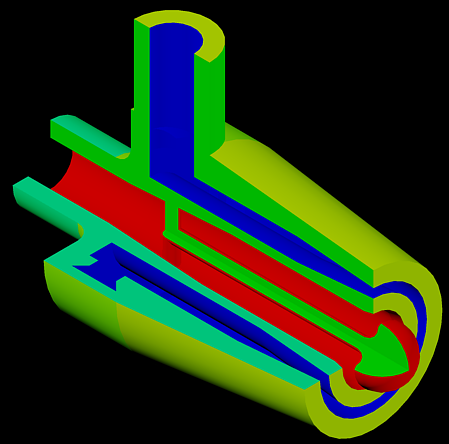
Красным показано горючее, синим — окислитель

Штифтовая форсунка, также игольчатый инжектор (pintle injector) — тип устройства для подачи топлива в камеру сгорания ракетного двигателя. Впервые был использован в программе «Аполлон» в посадочном двигателе лунного модуля. В настоящее время широко известно использование данного типа форсунки в семействе двигателей Merlin компании SpaceX.

## История
Первые экспериментальные устройства с штифтовой форсункой были созданы в Калифорнийском технологическом институте и Лаборатории реактивного движения в середине 1950-х годов для изучения смешивания компонентов топлива и реакции горения самовоспламеняющихся составов. Практическое применение нашли уменьшенные варианты форсунки, которые применяло в своих двигателях подразделение Space Technology Laboratories, входившее в Ramo-Wooldridge Corp., с 1960 года ставшей компанией TRW. Однако раскрытие технологии и получение патента на неё состоялось только в октябре 1972 года: U.S. Patent 3,699,772 получил Джерри Элверум (Gerry Elverum) из компании TRW.

## Описание

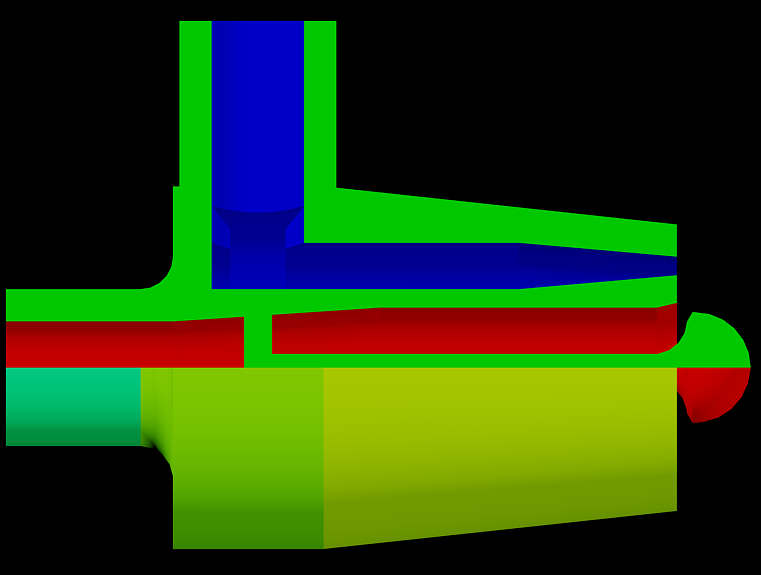
Устройство штифтовой форсунки в разрезе

Штифтовая форсунка, через которую подаётся первый компонент топлива, располагается коаксиально в магистрали подачи второго компонента. Через внутренний канал форсунки первый компонент топлива поступает на распылитель и попадает в камеру сгорания широким конусом. Второй компонент в виде цилиндрического потока поступает по внешнему каналу, окружающему канал первого компонента. В некоторых вариантах в штифтовой (внутренней) части устроены отверстия для создания струй горючего.
Если в качестве первого компонента (внутреннего потока) выступает горючее, а в качестве второго (внешнего потока) — окислитель, конструкция форсунки может быть подобрана таким образом, чтобы обеспечить пристеночное охлаждение камеры сгорания. Использование штифтовой форсунки позволяет осуществлять глубокое дросселирование без больших потерь эффективности горения. Также она позволяет исключить акустическую (колебательную) неустойчивость горения, и, следовательно, получить высокие показатели безопасности.